# 1-naftol
1-naftol of α-naftol is een polyaromatische koolwaterstof met een typische geur. Het is een metaboliet van de insecticiden carbaryl en naftaleen en heeft bij volwassen mannen een testosteronverlagend effect.
Het is een isomeer van 2-naftol. Beide isomeren worden gebruikt als grondstof voor de synthese van een aantal azokleurstoffen.